# Coniocleonus hollbergi
Coniocleonus hollbergi är en skalbaggsart som först beskrevs av Olof Immanuel von Fåhraeus 1842.  Coniocleonus hollbergi ingår i släktet Coniocleonus, och familjen vivlar. Enligt den finländska rödlistan är arten nära hotad i Finland. Enligt den svenska rödlistan är arten sårbar i Sverige. Arten förekommer i Götaland, Öland och Svealand. Arten har tidigare förekommit i Nedre Norrland men är numera lokalt utdöd. Artens livsmiljö är åsmoskogar.